# Stefan Thurnbichler
Stefan Thurnbichler, född 2 mars 1984 i Innsbruck i förbundslandet Tyrolen, är en österrikisk backhoppare. Han representerar Kitzbüheler Ski Club.

## Karriär
Stefan Thurnbichler debuterade internationellt i en Grand-Prix-tävling i Villach i Österrike augusti 2000. Han startade i sin första tävling i kontinentalcupen (COC) normalbacken i St. Moritz i Schweiz 26 december 2001. Han blev nummer 33. Två dagar senare blev han tvåa i kontinentaltävlingen i Engelberg. Januari 2002 startade Thurnbichler i junior-VM Schonac i Tyskland. Han hoppade i den individuella tävlingen och blev nummer sex, 16,5 poäng efter segrande finländaren Janne Happonen och 6,0 poäng från prispallen. Thurnbichler tävlade i lagtävlingen i junior-VM 2006 i Kranj i Slovenien och blev juniorväldsmästare tillsammans med Mario Innauer, Gregor Schlierenzauer och Arthur Pauli.
Efter junior-VM växlade Thurnbichler mellan kontinentalcupen och FIS-Cup (backhoppningens tredje högsta nivå efter världscupen och kontinentalcupen) med enstaka tävlingar i världscupen. Han vann kontinentalcupen sammanlagt säsongerna 2002/2003, 2007/2008 och 2008/2009. Han blev nummer tre sammanlagt i kontinentalcupen säsongerna 2004/2005 och 2006/2006. Som bästa resultat hittills i världscupen är en 25:e plats sammanlagt säsongen 2009/2010.
Som längst har Stefan Thurnbichler hoppat 224 meter. Han har längsta hoppet (dock inte officiellt backrekord) i Pine Mountain Jump i Iron Mountain i USA. Han hoppade 143,5 meter under en tävling i kontinentalcupen (COC) 15 februari 2009.

## Övrigt
Stefan Thurnbichler är äldre bror till Thomas Thurnbichler som också är backhoppare